# Les Chemins de Katmandou (roman)
Pour les articles homonymes, voir Les Chemins de Katmandou.
Les Chemins de Katmandou est un roman de René Barjavel (1969), tiré du film du même nom.

## Résumé
La triste épopée d'un groupe de jeunes qui prennent le chemin de Katmandou, au Népal, le lieu de l'oubli et de la drogue. Certains n'y arriveront pas, d'autres y arriveront… mais à quel prix ? Chacun a son motif pour partir. La montée vers le sommet du chemin de Katmandou est une descente périlleuse vers la mort.
Ce roman parle de la cause défendue par les hippies, l'amour, à travers un univers mortifère, la drogue.

## Adaptation cinématographique
Le film Les Chemins de Katmandou sorti en 1969 préexiste au roman du même nom en tant que scénario. Le film a été réalisé par un vieux complice de Barjavel, André Cayatte ; il comprend Jane Birkin, Renaud Verley, Elsa Martinelli, et une musique de Serge Gainsbourg.
Le roman comporte d'ailleurs quelques allusions au tournage du film, en voix off.